# توماس ريمنغساو
توماس ريمنغساو (بالإنجليزية: Thomas Remengesau, Sr.) هو سياسي من بالاو. ولد يوم 28 نوفمبر 1929 وتوفي يوم 3 أغسطس 2019. شغل منصب نائب رئيس الجمهورية في بلاده ما بين سنتي 1985 و1988، كما قام بمهام الرئيس مرتين (1985 و1988–1989) بُعيد قتل رئيسان.